# Grand Prix Formule 1 van België 1987
De Grand Prix Formule 1 van België 1987 werd gehouden op 17 mei 1987 op Spa-Francorchamps.

## Verslag

### Kwalificatie
Beide Williams-wagens pakten de eerste startrij: Nigel Mansell stond op de pole-position, 1,5 seconde sneller dan Nelson Piquet. Ayrton Senna werd derde in de Lotus, voor de beide Ferrari's van Gerhard Berger en Michele Alboreto.

### Race
De race werd tweemaal gestart. Bij de eerste nam Senna de leiding, voor Piquet en Alboreto. Achteraan botsten René Arnoux en Andrea de Cesaris, terwijl Thierry Boutsen Berger raakte die spinde. Philippe Streiff had een zwaar ongeluk in de Eau Rouge en zijn wrak werd nog geraakt door zijn teammaat Jonathan Palmer. Beiden kwamen ongedeerd uit hun wagens, maar hun Tyrrells waren wel herleid tot wrak.
Bij de tweede start leidde Senna voor Mansell. Mansell probeerde de Lotus-rijder wel voorbij te steken in de eerste ronde, maar ze botsten. Hierdoor moest Senna opgeven, terwijl Mansell nog verder kon rijden. In de zeventiende ronde moest hij echter opgeven als gevolg van schade opgelopen in de crash. Mansell bezocht de Lotus-pitbox waar het kwam tot een scheldpartij tussen beide rijders. Berger moest in de derde ronde opgeven met motorproblemen, terwijl in de tiende ronde zijn teamgenoot Alboreto moest opgeven met een kapotte wiellager en Piquet met een kapotte turbo. Alain Prost nam hierdoor de leiding, voor Teo Fabi en Stefan Johansson. De pitstops veranderden weinig aan de situatie, waardoor Prost makkelijk de overwinning kon pakken, met 25 seconden voorsprong op Johansson. Andrea de Cesaris werd derde. Eddie Cheever, Satoru Nakajima en Arnoux pakten de resterende punten.

## Uitslag
| Pos.   | Nr. | Coureur            | Constructeur           | Rondes | Tijd / Oorzaak uitval | Grid | Punten |
| ------ | --- | ------------------ | ---------------------- | ------ | --------------------- | ---- | ------ |
| 1      | 1   | Alain Prost        | McLaren-TAG            | 43     | 1:27:03.217           | 6    | 9      |
| 2      | 2   | Stefan Johansson   | McLaren-TAG            | 43     | + 24.764              | 10   | 6      |
| 3      | 8   | Andrea de Cesaris  | Brabham-BMW            | 42     | + 1 Ronde             | 13   | 4      |
| 4      | 18  | Eddie Cheever      | Arrows-Megatron        | 42     | + 1 Ronde             | 11   | 3      |
| 5      | 11  | Satoru Nakajima    | Lotus-Honda            | 42     | + 1 Ronde             | 15   | 2      |
| 6      | 25  | René Arnoux        | Ligier-Megatron        | 41     | + 2 Rondes            | 16   | 1      |
| 7      | 26  | Piercarlo Ghinzani | Ligier-Megatron        | 40     | + 3 Rondes            | 17   |        |
| 8 (1)  | 30  | Philippe Alliot    | Larrousse-Ford         | 40     | + 3 Rondes            | 22   |        |
| 9 (2)  | 4   | Philippe Streiff   | Tyrrell-Ford           | 39     | + 4 Rondes            | 23   |        |
| 10 (3) | 14  | Pascal Fabre       | AGS-Ford               | 38     | + 5 Rondes            | 25   |        |
| DNF    | 19  | Teo Fabi           | Benetton-Ford          | 34     | Motor                 | 9    |        |
| DNF    | 9   | Martin Brundle     | Zakspeed               | 19     | Oververhitting        | 18   |        |
| DNF    | 20  | Thierry Boutsen    | Benetton-Ford          | 18     | Wiellager             | 7    |        |
| DNF    | 5   | Nigel Mansell      | Williams-Honda         | 17     | Ongeluk               | 1    |        |
| DNF    | 16  | Ivan Capelli       | March-Ford             | 14     | Motor                 | 21   |        |
| DNF    | 6   | Nelson Piquet      | Williams-Honda         | 11     | Uitlaat               | 2    |        |
| DNF    | 21  | Alex Caffi         | Osella-Alfa Romeo      | 11     | Brandstoflek          | 26   |        |
| DNF    | 27  | Michele Alboreto   | Ferrari                | 9      | Transmissie           | 5    |        |
| DNF    | 10  | Christian Danner   | Zakspeed               | 9      | Remmen                | 20   |        |
| DNF    | 17  | Derek Warwick      | Arrows-Megatron        | 8      | Radiator              | 12   |        |
| DNF    | 7   | Riccardo Patrese   | Brabham-BMW            | 5      | Koppeling             | 8    |        |
| DNF    | 28  | Gerhard Berger     | Ferrari                | 2      | Motor                 | 4    |        |
| DNF    | 24  | Alessandro Nannini | Minardi-Motori Moderni | 1      | Turbo                 | 14   |        |
| DNF    | 12  | Ayrton Senna       | Lotus-Honda            | 0      | Ongeluk               | 3    |        |
| DNF    | 23  | Adrián Campos      | Minardi-Motori Moderni | 0      | Versnellingsbak       | 19   |        |
| DNF    | 3   | Jonathan Palmer    | Tyrrell-Ford           | 0      | Ongeluk               | 24   |        |

- De nummers tussen haakjes zijn de plaatsen voor de Jim Clark-trofee.

## Statistieken
| Pole-position | Nigel Mansell | Williams-Honda | 1:52.026 |
| Snelste ronde | Alain Prost   | McLaren-TAG    | 1:57.153 |

## Noot
- Dit was de 25ste Grand Prix-start voor een Spaanse coureur en de vijfde Grand Prix-start voor een Japanse coureur.
- Vijftigste podiumplaats voor Alain Prost.

1925 · 1930 · 1931 · 1933 · 1934 · 1935 · 1937 · 1939 · 1947 · 1949 · 1950 · 1951 · 1952 · 1953 · 1954 · 1955 · 1956 · 1958 · 1960 · 1961 · 1962 · 1963 · 1964 · 1965 · 1966 · 1967 · 1968 · 1970 · 1972 · 1973 · 1974 · 1975 · 1976 · 1977 · 1978 · 1979 · 1980 · 1981 · 1982 · 1983 · 1984 · 1985 · 1986 · 1987 · 1988 · 1989 · 1990 · 1991 · 1992 · 1993 · 1994 · 1995 · 1996 · 1997 · 1998 · 1999 · 2000 · 2001 · 2002 · 2004 · 2005 · 2007 · 2008 · 2009 · 2010 · 2011 · 2012 · 2013 · 2014 · 2015 · 2016 · 2017 · 2018 · 2019 · 2020 · 2021 · 2022 · 2023 · 2024 · 2025 · 2026 · 2027 · 2029 · 2031